# ستيوارت إيري
ستيوارت إيري (بالإنجليزية: Stuart Airey)‏ هو لاعب بولينغ بريطاني، ولد في 4 أكتوبر 1971 في City of Sunderland ‏ في المملكة المتحدة.

## روابط خارجية
- ستيوارت إيري على موقع دورة ألعاب الكومنولث 2014 (مؤرشف) (الإنجليزية)